# Zwarthalscobra
De zwarthalscobra of spugende cobra (Naja nigricollis) is een slang die behoort tot de familie koraalslangachtigen (Elapidae).

## Naam en indeling
De wetenschappelijke naam van de soort werd voor het eerst voorgesteld door Johannes Theodor Reinhardt in 1843. De soort kende tot recentelijk twee ondersoorten; Naja nigricollis nigricinta en Naja nigricollis woodi. De eerste wordt tegenwoordig als aparte soort gezien, met N. n. woodi als ondersoort. Soms wordt Naja naja atriceps ook als ondersoort van de zwarthalscobra gezien.
De soortaanduiding nigricollis betekent vrij vertaald 'zwarte kraag' en slaat op de zwarte band in de nek. De zwarthalscobra dankt ook zijn Nederlandstalige naam aan de donkere tot zwarte kleur vlak achter de kop.

## Uiterlijke kenmerken
De lichaamskleur is bruin tot donkerbruin, de onderzijde is lichter. Achter de kop is de kenmerkende zwarte band aanwezig. Soms komen geheel zwarte exemplaren voor. De lengte bedraagt ongeveer anderhalve meter.

## Levenswijze
De prooidieren bestaan uit diverse knaagdieren en daarnaast vogels, hagedissen en ook andere slangen. Soms komt de zwarthalscobra in de buurt van mensen, door de aanwezigheid van ratten en muizen.
Bij gevaar zal deze slang zich oprichten zoals het bekend is bij cobra´s. Samen met die dreiging zal het dier gaan blazen en kan hij een straal gif richting de belager spugen. De zwarthalscobra is een van de spugende cobra's en kan erg goed richten, de straal wordt gericht op de ogen van de belager. Dit geeft de slang de kans om te ontsnappen. Bijten zal de cobra pas als laatste redmiddel doen.
Het gif bestaat uit grotendeels neurotoxische delen en een deel uit hematotoxisch gif. Het secreet bevat een redelijk hoge dosis gif. Het gif kan dodelijk zijn bij gebrek aan behandeling. Als het gif in de ogen komt veroorzaakt dit veel pijn en tijdelijke blindheid. Als de ogen niet behandeld worden kan het schade veroorzaken aan de ogen en zelfs permanente blindheid veroorzaken.

## Verspreiding en habitat

Verspreiding in Afrika in het groen.

De zwarthalscobra komt voor in een groot deel van Afrika, het is in veel streken een nog algemene soort. De cobra komt voor in de landen Angola, Benin, Burkina Faso, Kameroen, Centraal-Afrikaanse Republiek, Tsjaad, Congo-Kinshasa, Congo-Brazzaville, Ethiopië, Gabon, Ghana, Guinee-Bissau, Guinee, Ivoorkust, Kenia, Liberia, Mali, Niger, Nigeria, Senegal, Sierra Leone, Gambia, Mauritanië, Soedan, Tanzania, Somalië, Togo, Oeganda en Zambia.
De zwarthalscobra leeft voornamelijk in droge savannegebieden. Ook in halfwoestijnen wordt de soort aangetroffen. De slang treft men zowel op de grond als in bomen aan. Overdag zal het dier zich verstoppen in een termietenhol of een grot waar de temperatuur niet al te hoog zal worden. In de avond gaat de cobra op jacht naar zijn prooien.